# Hockeria fulvipes
Hockeria fulvipes is een vliesvleugelig insect uit de familie bronswespen (Chalcididae). De wetenschappelijke naam is voor het eerst geldig gepubliceerd in 1917 door Masi.